# Lycodes tanakae
Lycodes tanakae és una espècie de peix de la família dels zoàrcids i de l'ordre dels perciformes.

## Morfologia
- Els mascles poden assolir 88 cm de longitud total i 1.900 g de pes.[4][5]

## Hàbitat
És un peix marí i d'aigües profundes que viu entre 10-1.100 m de fondària.

## Distribució geogràfica
Es troba als mars del Japó i d'Okhotsk.

## Observacions
És inofensiu per als humans.